# Messier 93
Messier 93 (také M93 nebo NGC 2447) je otevřená hvězdokupa v souhvězdí Lodní zádě s magnitudou 6,2. Objevil ji Charles Messier 20. března 1781. Patří mezi nejjižnější objekty Messierova katalogu, ale je snadno pozorovatelná.

## Pozorování

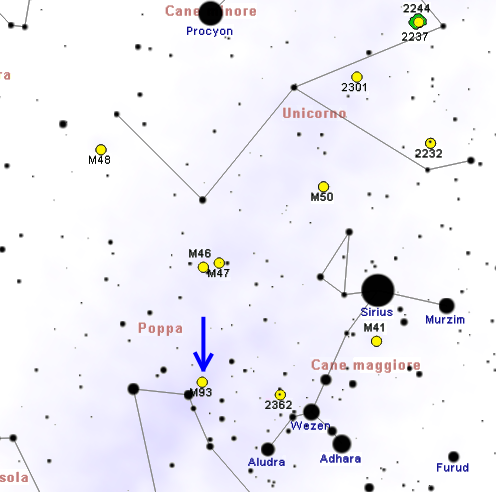
Poloha M 93 v souhvězdí Lodní zádě.

M93 je možné snadno nalézt v severní části souhvězdí 1,5° severozápadně od hvězdy Azmidiske (ξ Puppis). Patří mezi nejjasnější hvězdokupy souhvězdí Lodní zádě a za vhodných pozorovacích podmínek je na hranici viditelnosti pouhým okem, ovšem ve střední Evropě vychází pouze nízko nad obzor.
Pro její vyhledání pouhým okem je tedy zapotřebí zvolit jižnější stanoviště, noc se zvlášť průzračnou a tmavou oblohou a přesně znát polohu hvězdokupy. V triedru 10x50 vypadá mírně podlouhlá a je možné rozeznat několik jejích hvězd, zatímco obří triedr 20x80 jich rozezná asi třicítku. Malý hvězdářský dalekohled o průměru 140 mm ji dokáže zcela rozložit na desítky slabých hvězd, zatímco velký dalekohled s průměrem 300 mm odhalí asi stovku hvězd až do 13. magnitudy.
M93 se nachází na jižní nebeské polokouli a kvůli její deklinaci téměř -24° je nejlépe pozorovatelná z jižní polokoule a tropického pásu. Přesto je snadno pozorovatelná i ze severního mírného pásu, ale blízko severního polárního kruhu již není viditelná.

## Historie pozorování
M93 patří mezi poslední objevené objekty Charlese Messiera. Objevil ji 20. března 1781 a popsal ji takto: „Hvězdokupa bez mlhoviny složená z malých hvězd, mezi souhvězdím Velkého psa a přídí lodě (souhvězdí Lodní zádě).“ S tímto popisem ji zařadil do svého katalogu pod číslem 93 a patří v něm mezi nejjižnější objekty.
Hvězdokupu později pozoroval William Herschel, který ji v roce 1783 zcela rozložil na hvězdy až do 13. magnitudy. Také admirál Smyth ji pozoroval a poznamenal, že má tvar ryby a že její jihozápadní část je nejjasnější.

## Vlastnosti
Hvězdokupa je od Země vzdálená okolo 3 400 světelných let a patří do vnějšího okraje ramena Orionu. Zdánlivý průměr hvězdokupy je 22' a skutečný průměr mezi 20 a 25 světelnými lety. Stáří hvězdokupy se odhaduje na 100 milionů nebo až na 400 milionů let. Její nejjasnější hvězdy jsou modří obři spektrálního typu B9 a mají magnitudu 8,2. Barevný index B-V hvězdokupy je 0,37 a mezihvězdná absorpce v jejím směru je téměř 0,2 magnitudy, a to zejména kvůli pohlcování způsobeném mezihvězdným prachem.